# Луцій Корнелій Лентул (консул-суфект 38 року до н. е.)
Луцій Корнелій Лентул (80 — після 38 р. до н. е.) — політичний діяч Римської республіки, консул-суфект 38 року до н. е.

## Життєпис
Походив з патриціанського роду Корнеліїв Лентулів. Син Гнея Корнелія Лентула Марцелліна, консула 56 року до н. е., та Фабії.
У 44 році до н. е. став претором. на цій посаді виступив проти розподілу провінцій, здійснених Марком Антонієм. У 38 році до н. е. обрано консулом-суфектом разом з Луцієм Марцієм Філіпом. Після цього не відігравав якоїсь ролі у політичному житті.

## Родина
Дружина — Скрибонія, згодом стане дружиною Октавіана Августа.
Діти:
- Луцій Корнелій Лентул Марцеллін
- Гней Корнелій Лентул, консул 18 року до н. е.
- Корнелія, дружина Павла Емілія Лепіда, консула-суфекта 34 року до н. е.

Хоча є припущення, що другим чоловіком Скрибонії був не він, а Публій Корнелій Сципіон Сальвіто.